# Christina Onassis
Christina Onassis, född 11 december 1950 i New York i New York, död 19 november 1988 i Buenos Aires i Argentina, var dotter till den grekiske skeppsredaren Aristoteles Onassis.

## Biografi
Christina Onassis skolades i affärs- och finansvärlden på faderns New York-kontor, där hon 1970 började som sekreterare. Vid faderns död 1975 fick hon ansvaret för Onassisimperiet som då värderades till mellan 500 och 1 000 miljoner dollar. Imperiet bestod huvudsakligen av rederierna Springfield Shipping i New York och Olympic Maritime i Monte Carlo.

### Familj
Christina Onassis gifte sig 1971 med den 27 år äldre Joseph Bolker, en miljonär i byggnads- och fastighetsbranschen, men de skilde sig inom några månader.
1975, kort efter faderns död gifte hon sig med Alexander Andreadis, en grekisk rederi- och bankarvinge, men skilde sig efter 14 månader.
1978 gifte hon sig i Moskva med Sergei Kauzov, en sovjetisk rederiagent, men de separerade 1979.
1984 gifte hon sig med en fransk affärsman, Thierry Roussel, och fick med honom i januari 1985 en dotter  Athina. De ansökte om skilsmässa senare under 1985.
Efter Christina Onassis död ärvde dottern Athina huvuddelen av hennes förmögenhet som då uppskattades till 3 miljarder kronor. Tillgångarna i företagsgruppen förvaltades av en femmannakommitté, där bland annat Athina Onassis far Thierry Roussel ingick, fram till Athinas 18-årsdag 2003. Tillgångarna uppgick då enligt en obekräftad värdering till 90 miljarder kronor.

### Övrigt
Aristoteles Onassis namngav sin 325-fots yacht Christina (numera Christina O) efter henne.